# Grubbia tomentosa
Grubbia tomentosa är en tvåhjärtbladig växtart som först beskrevs av Carl Peter Thunberg, och fick sitt nu gällande namn av Hermann August Theodor Harms. Grubbia tomentosa ingår i släktet Grubbia och familjen Grubbiaceae. Inga underarter finns listade i Catalogue of Life.